# 迷你客
迷你客是開發和出版基於瀏覽器遊戲的一個網站，職員主要在英國，建立於2000年。大部分遊戲都用Macromedia Flash或Shockwave。一些則用上Java（譬如RuneScape，只有Miniclip的會員才能玩）。大多數游戏免费，並且一些遊戲是可下載的，是世界上最大的網路遊戲網站。

## 遊戲
迷你客遊戲種類有很多，如：diep.io、wings.io、slither.io、agar.io、沙灘排球、RuneScape、企鹅俱乐部、RobotRage、數獨、Gun Run、Bug on a Wire、Eggrun、Bush Shoot-Out、commando、Head Ball 2。

## 外部連結
- Miniclip.com
- Miniclip cash games